# Boarmia subpictilis
Boarmia subpictilis is een vlinder uit de familie van de spanners (Geometridae). De wetenschappelijke naam van de soort is voor het eerst geldig gepubliceerd in 1932 door de Engelse entomoloog Louis Beethoven Prout. Professor E. Winkler had de soort verzameld tijdens zijn Sammelreise op Borneo in 1924.